# متطلبات الحصول على تأشيرة لمواطني قبرص الشمالية
يمكن للمواطنين القبارصة الشماليين الحاملين لجوازات السفر القبرصية الشمالية العادية زيارة دولة واحدة بدون تأشيرة دخول وهي تركيا. يتم قبول جواز السفر القبرصي الشمالي كوثيقة سفر من قِبَل عدد محدود من البلدان، بسبب عدم وجود اعتراف دولي بقبرص الشمالية كدولة. وفقاً لوزارة الشئون الخارجية القبرصية الشمالية؛ يمكن استخدام جواز السفر للسفر إلى الولايات المتحدة وأستراليا والمملكة المتحدة وفرنسا وتركيا وسوريا.

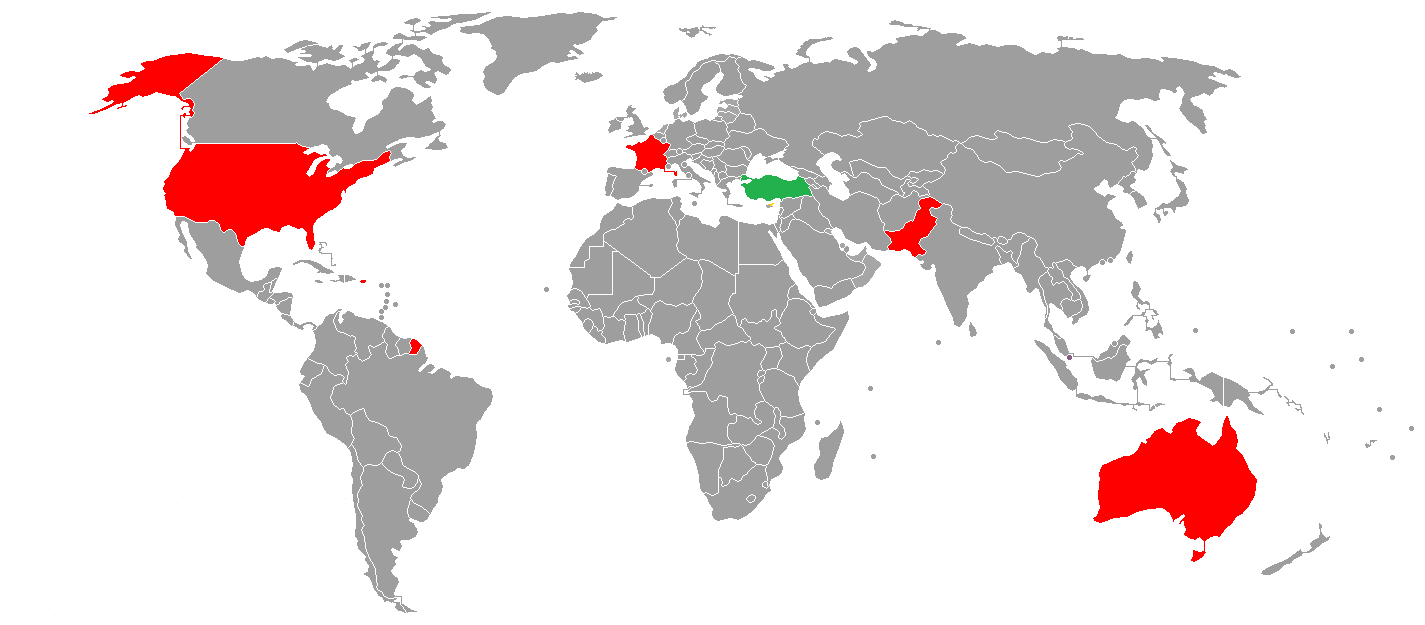
الدول التي تقبل جواز السفر القبرصي الشمالي كوثيقة سفر بما في ذلك تلك الدول التي تمنح تأشيرة مجانية لحاملي جوازات السفر العادية:
قبرص الشمالية
تأشيرة مجانية أو تأشيرة تصدر لدى الوصول، وهي البلدان التي تقبل جواز السفر القبرصي الشمالي
البلدان التي تقبل جواز السفر القبرصي الشمالي، وتحتاج لتأشيرات دخول قبل السفر
البلدان التي يكون فيها جواز السفر غير صالح

| البلدان والأقاليم | شروط الحصول                                                                   | شروط الحصول                                                                   | شروط الحصول                                                                   | شروط الحصول |
| البلدان والأقاليم | جوازات سفر عادية                                                              | جوزازات سفر خاصة وخدميّة                                                       | جوازات سفر دبلوماسية                                                          |             |
| ----------------- | ----------------------------------------------------------------------------- | ----------------------------------------------------------------------------- | ----------------------------------------------------------------------------- | ----------- |
| تركيا             | التأشيرة غير مطلوبة لمدة 90 يوماً بطاقة هوية سارية المفعول تكفي للمرور لحاملها | التأشيرة غير مطلوبة لمدة 90 يوماً بطاقة هوية سارية المفعول تكفي للمرور لحاملها | التأشيرة غير مطلوبة لمدة 90 يوماً بطاقة هوية سارية المفعول تكفي للمرور لحاملها |             |